# Severin Mihm
Severin Mihm (* 12. April 1991 in Berlin) ist ein ehemaliger deutscher Fußballspieler. Der Linksverteidiger war zuletzt seit Sommer 2017 für den FSV Luckenwalde aktiv. Nach seinem verletzungsbedingten Karriereende blieb er dem Verein weitere dreieinhalb Jahre als Co-Trainer erhalten.

## Karriere
Bis 2010 spielte Mihm beim Berliner Club Hertha Zehlendorf. Dann wechselte er zur zweiten Mannschaft von Energie Cottbus. Bei dieser war er in der Saison 2012/13 bis zu seinem Wechsel nach Babelsberg im Januar 2013 Kapitän. In Babelsberg kam er in der zweiten Hälfte der Saison 2012/13 jedoch nur zu Kurzeinsätzen. Am Ende dieser Saison stiegen die Babelsberger in die Regionalliga Nordost ab. Sein Vertrag in Babelsberg lief bis Sommer 2016. Dann wechselte er zum früheren Meister Viktoria 89 Berlin. Nach einem Jahr in Berlin schloss sich Mihm dem Konkurrenten FSV Luckenwalde an.